# روما (لاعب كرة قدم برازيلي)
روما هو لاعب كرة قدم برازيلي في مركز الهجوم، ولد في 16 فبراير 1985 في جواو بيسوا في البرازيل. لعب مع النادي الرياضي المركزي وسبورت ريسيفي ونادي بيرا مار ونادي فولاد خوزستان.

## وصلات خارجية
- روما (لاعب كرة قدم برازيلي) على موقع Soccerway.com (الإنجليزية)